# 木曽岬温泉
木曽岬温泉（きそさきおんせん）は、かつて三重県桑名郡木曽岬町にあった温泉。

## 泉質
- アルカリ単純温泉
  - 源泉温度：62℃

## 温泉地
日帰り入浴施設と旅館がそれぞれ一軒存在する。
日帰り入浴施設では、砂利を敷き詰めたところに熱い源泉を流しその上に寝転ぶ砂利風呂のほか掛け流しの浴槽から溢れる湯を利用した寝湯を行う光景が見られる。

## アクセス
- 近鉄弥富駅（近鉄名古屋線）からタクシー利用で約15分、または木曽岬町自主運行バスで「源緑北」バス停下車。
- 東名阪自動車道弥富インターチェンジ下車後、国道155号・国道1号・三重県道・愛知県道108号木曽岬弥富停車場線経由で約10km。